# Renato Gaudioso
Renato Gaudioso (Milano, 28 settembre 1920 – Milano, 18 febbraio 1993) è stato un alpinista, giornalista e regista italiano, già storico conservatore della cineteca del Club Alpino Italiano, ruolo nel quale subentrò a Renato Cepparo.

## Biografia
È nato a Milano il 28 settembre 1920. Fondatore sin dal primo dopo guerra del Gruppo Alpinisti Fior d'Alpe di Milano.
La sua passione per la cinematografia lo portò a vincere, nel 1953 col film La Grignetta, il premio del Festival del cinema di montagna di Trento. La Grignetta, girato con l'amico Andrea Oggioni e Josve Aiazzi, è ancor oggi un documento storico importante sul modo di affrontare la montagna in quegli anni. Oltre che di Oggioni e Aiazzi fu amico e compagno di alpinisti di primo piano come Riccardo Cassin, Walter Bonatti, Gianni Rusconi e Carlo Mauri.
Nel 1967 produsse e diresse "Festival di Trento", un documentario che segue la cronaca delle manifestazioni collegate al Festival Internazionale Film della Montagna e dell'Esplorazione - Città di Trento - edizione 1967.
In quegli anni diresse anche Lo Scarpone, storica rivista del Club Alpino Italiano.
Nel 1973 partì al seguito della spedizione Monzino diretta alla conquista dell'Everest.
Nel 2003, in sua memoria, fu istituito al Filmfestival della Montagna il Premio Gruppo Alpinisti Fior d'Alpe di Milano "Renato Gaudioso".